# Renegade Five
Renegade Five é uma banda de rock, originada em Karlstad, Sweden que foi formada em 2005 e que atualmente tem contrato assinado com a gravadora Bonnier Amigo Music Group. A banda consiste em Per Nylin (vocal), Håkan Fredriksson (teclado), Per Lidén (guitarra), Harry Kjörsvik (baixo) e Peter Damin (bateria).
A banda foi indicada ao Grammy em 2010.

## Discografia

### Álbuns
- 2008 - Dark Age
- 2009 - Undergrounded Universe
- 2012 - Nxt Gen